# Amor sacro e Amor profano (Baglione)
L'Amor sacro e Amor profano è un soggetto dipinto da Giovanni Baglione noto in due redazioni, entrambe a olio su tela e datate 1602, una (183,4×121,4 cm) conservata nella Gemäldegalerie di Berlino e un'altra (240×143 cm) nella Galleria nazionale d'arte antica di Roma.

## Storia

### La commessa delle due tele
La storia di entrambi i dipinti è legata alla famiglia Giustiniani, più nello specifico al cardinale Benedetto, committente di entrambe le tele, che facevano parte della sua collezione personale. Giovanni Baglione nelle pagine che dedicherà alla sua biografia nel 1642, entro Le vite de' pittori, scultori et architetti, commenta le due tele e se stesso con particolare elogio: «[...] e al cardinale Giustinani fece [parlando di se in terza persona] due dipinture di due Amori Divini, che tengono sotto i piedi l'Amor profano, il Mondo, il Demonio, e la Carne, e queste due dipinture l'una in contro all'altra vengonsi nella Sala del suo Palagio, dal naturale con diligenza fatte [...]».
Gran parte della critica ritiene che la versione primitiva sia quella di Berlino, mentre quella romana, comunque coeva, sarebbe stata eseguita qualche momento dopo. L'assunto si fonda sulla scorta di quanto dichiarato nel 1603 da Orazio Gentileschi durante una sua deposizione in tribunale, accusato assieme a Onorio Longhi e a Caravaggio proprio dal Baglione di aver compiuto atti diffamanti nei suoi riguardi. Il motivo dietro al quale si avviò una seconda commessa al pittore romano, chiedendo la realizzazione di un'altra redazione di questo soggetto, fu la pioggia di critiche che si sollevarono nei confronti della figura dell''Amor sacro, reo di esser stato ritratto con corazza anziché nudo, così come invece voleva l'iconografia classica (il Merisi avrebbe addirittura esclamato con ilarità che a parer suo sembrava che indossasse una caffettiera).
Stante sempre alle parole che pronunciò Orazio Gentileschi la realizzazione delle tele sono da ritenersi in contrapposizione all'Amor vincit ominia che il Merisi eseguì per la raccolta personale del marchese Vincenzo, fratello di Benedetto, opera questa che rappresentava sin da subito il pezzo di maggior pregio di tutta la collezione Giustiniani. Le versioni del Baglione, che viveva rapporti di estrema conflittualità con il pittore lombardo, si opponevano quindi a quella del Merisi non solo per natura meramente stilistica, ma verosimilmente anche iconografica, ancorché nelle sue due tele viene messo in risalto l'amore divino che vince su quello terreno, quest'ultimo che invece assume il ruolo di protagonista assoluto nella tela del Caravaggio.

### Gli inventari di Benedetto e Vincenzo Giustiniani
Alla morte di Benedetto Giustiniani, avvenuta nel 1621, venne redatto l'inventario post mortem del cardinale, dove i due dipinti oggi a Berlino e Roma, che erano menzionate col titolo di Caduta di Lucifero, venivano catalogati rispettivamente al n. 54 e al n. 38 con le giuste assegnazioni al Baglione. In questa occasione i due quadri assieme a tutta la raccolta personale del cardinale confluirono in quella del fratello Vincenzo.
L'inventario post mortem di Vincenzo Giustiniani del 1638, invece, al n. 185 menziona la versione tedesca con solo una attribuzione al Baglione («Un quadro grande d'amor' virtuoso, che calpesta amor Lascivo dipinto in tela alta palmi 9 larga 7 incirca con cornice negra profilata, e rabescata d'oro [si crede di mano del Baglione]»), mentre al successivo n. 186 viene catalogata la versione romana con la certa assegnazione al pittore («Un quadro grande d'un amore simil al Suddetto dipinto in tela alta palmi 10 larga 9 incirca con freggio finto di chiar'oscuro, e versi scritti di sotto [di mano del Baglione]»).
I due dipinti rimasero nelle collezioni Giustiniani fino all'Ottocento inoltrato: tuttavia col tempo le assegnazioni si persero del tutto tant'è che l'inventario del 1793 cita i due quadri ai numeri 96 e 274, dove al primo viene descritta la versione oggi a Berlino quale opera addirittura del Caravaggio, mentre al secondo viene indicata l'altra tela oggi a Roma come copia della precedente compiuta da anonimo pittore caravaggista.

### La separazione dei dipinti
Caduta in disgrazia la famiglia Giustiniani, furono avviati cessioni di interi blocchi della collezione. Tra il 1812 e il 1815 avvennero a Parigi diverse cessioni in favore del re di Prussia Federico Guglielmo III, che acquistò più di 155 dipinti della raccolta, i cui pezzi più importanti andranno poi a riempire i musei del palazzo di Sanssouci di Potsdam e della Gemäldegalerie di Berlino, dove per l'appunto finì la prima versione dell'Amor sacro e Amor profano, l'unica messa all'asta in quella occasione, probabilmente perché ritenuta originale del Caravaggio.
Nel contempo l'altra versione ritenuta erroneamente una copia, giunse in pegno nelle proprietà del Monte di Pietà di Roma dov'è registrata per la prima volta nel 1857 come dipinto "della maniera del Caravaggio". Da qui fu poi messa in vendita nel 1875 e quindi ceduta allo Stato italiano nel 1895, per poi confluire nelle Gallerie nazionali d'arte antica di Roma. Concesso all'Ambasciata d'Italia a Berlino nel 1908, il dipinto fu dichiarato disperso durante la seconda guerra mondiale per poi essere rinvenuto in una collezione privata tedesca 1963. Restituita all'Italia, la tela è oggi alle Gallerie di palazzo Barberini a Roma con la corretta autografia al Baglione, al cui autore è stata poi ricondotta anche la versione di Berlino.

## Descrizione

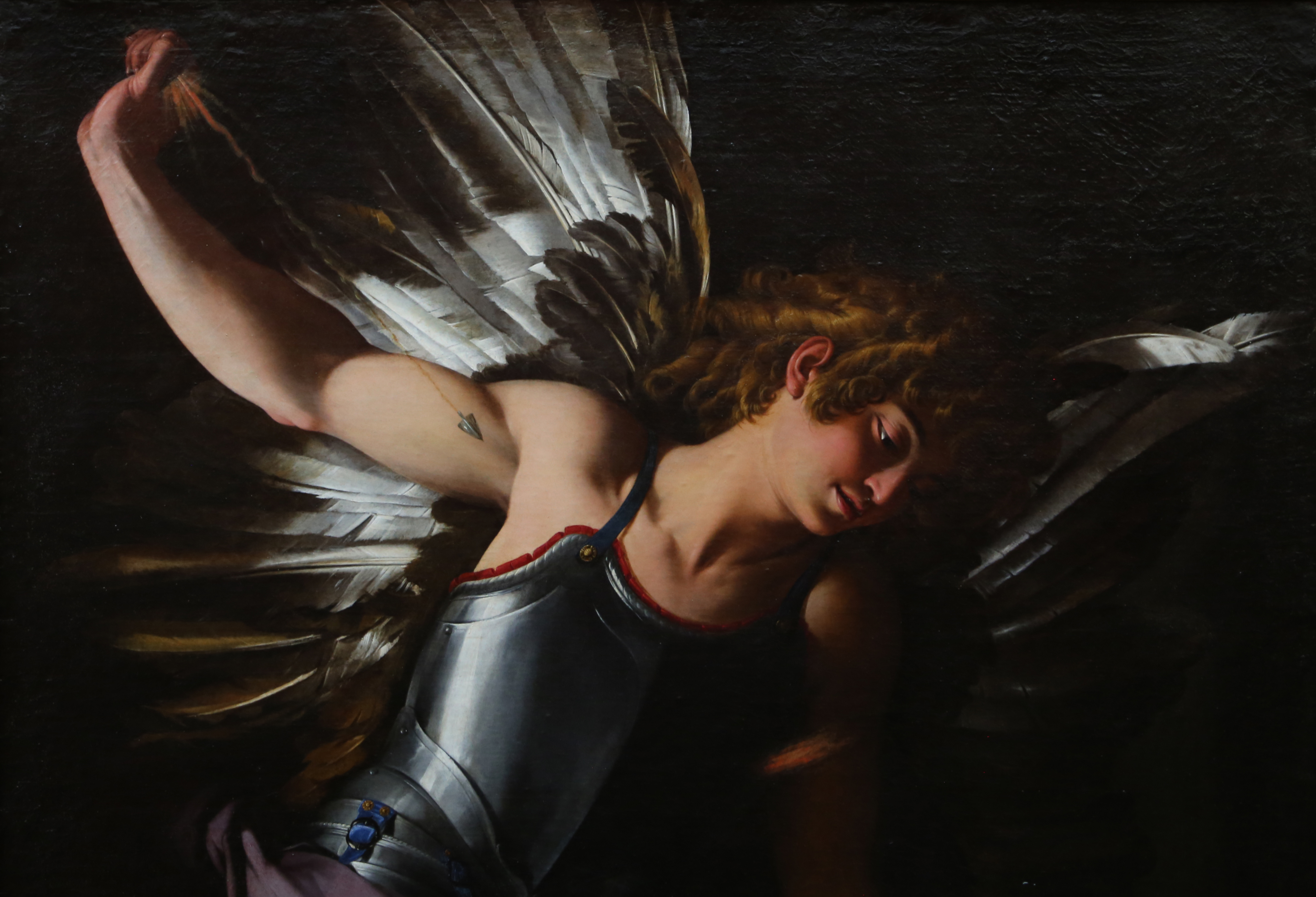
Particolare dell'Amor sacro della versione alla Gemäldegalerie di Berlino

In entrambe le versioni la scena dipinta racconta il tema dell'Omnia vincit amor di Virgilio, dove viene mostrato l'Amore sacro che sconfigge ed è in atto di scagliare una freccia all'Amore profano, raffigurato nudo e disteso su un angolo, mentre nell'altro lato è un satiro in rappresentanza delle insidie che riserva la vita terrena.
L'erotismo che suscitano le due tele rispecchiano i gusti artistici della Roma agli inizi del Seicento, i cui canoni furono dettati certamente da tele precedenti di Caravaggio come il San Giovanni Battista e, in particolare, l'Amore vincitore. Altri pittori si cimenteranno in imprese di questo tipo che richiamano anche il soggetto, molto in voga in quegli anni, e il conflitto morale che ne derivava, tra cui i più riusciti furono lo Sdegno di Marte di Bartolomeo Manfredi, il Caino che uccide Abele di Lionello Spada, l'Amore vincitore di Orazio Riminaldi, per l'appunto le due tele del Baglione e altri.
Non ci sono particolari differenze compositive nella rappresentazione scenica e nelle raffigurazioni dell'Amor profano tra le due versioni. Ciò che differisce invece è che nella versione di Berlino l'Amor sacro è vestito con una corazza, mentre quello di Roma indossa un corpetto; inoltre nella tela tedesca la figura demoniaca in basso tiene la testa girata verso l'interno, mentre in quella romana la volta verso lo spettatore mostrando il viso (taluni storici hanno voluto ritenere, senza alcuna fondatezza, che nel volto del demonio vi sia il ritratto di Caravaggio, mentre in quello dell'Amor profano quello del modello del Merisi, Francesco Boneri).
La tela di Roma è più grande in centimetri di quella tedesca. Seppur parte della critica l'ha ritenuta per lungo tempo essere lievemente posteriore in termini cronologici a quella di Berlino, alcune indagini ai raggi X effettuate nella versione oggi al palazzo Barberini hanno evidenziato molteplici ripensamenti del pittore in fase esecutiva che hanno parzialmente sollevato dubbi circa tale ipotesi in quanto questo dato appare anomalo rispetto ad altre tele "repliche" compiute durante l'attività del Baglione.
La versione a Roma è infine l'unica delle due ad avere la firma e data del pittore: sul capo dell'Amore profano è infatti presente l'iscrizione (illeggibile se non ai raggi X) «IO Baglione/R:F:/1602».

## Altre immagini

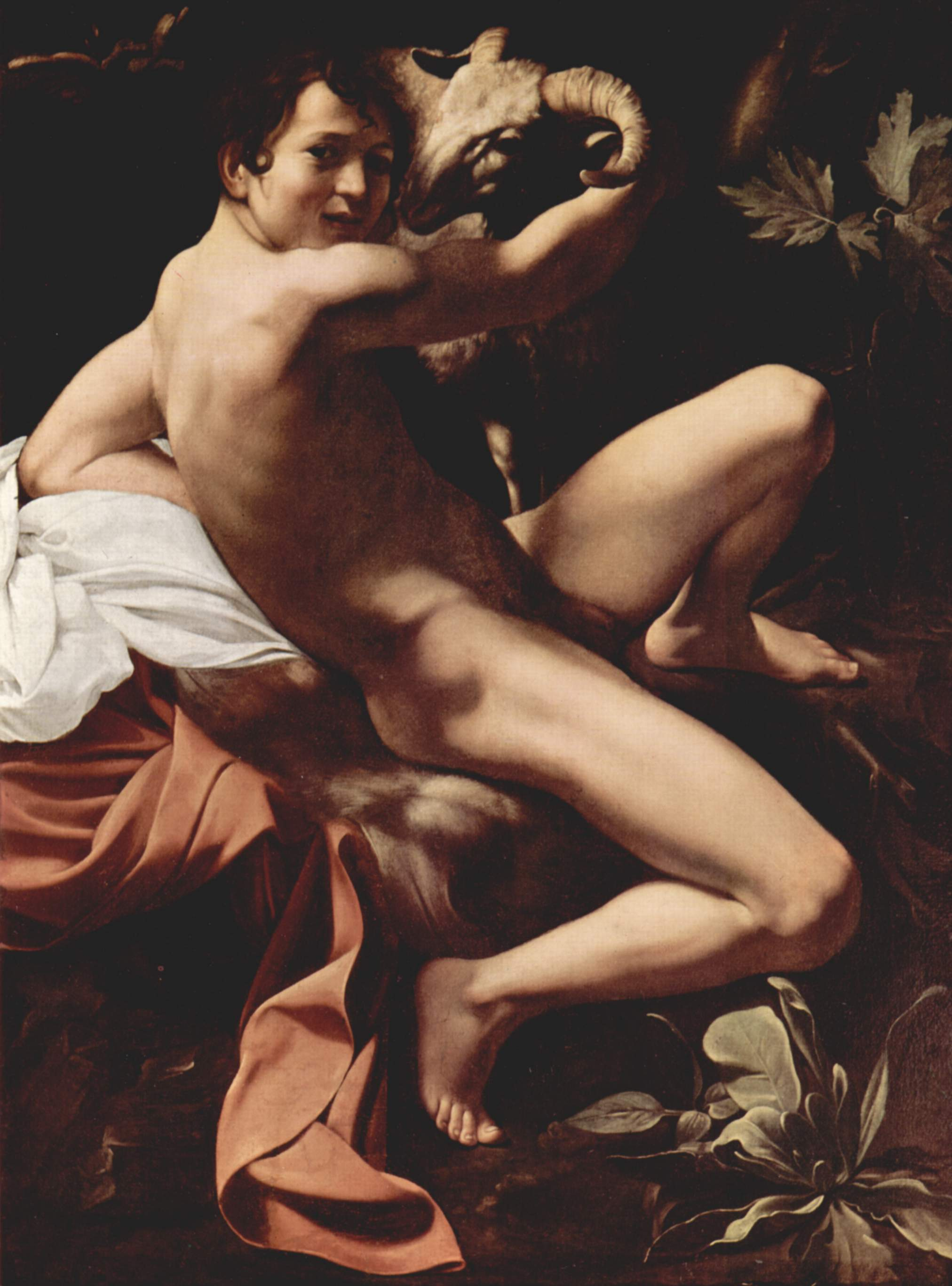
Caravaggio, San Giovanni Battista (1602 ca.), Musei Capitolini di Roma
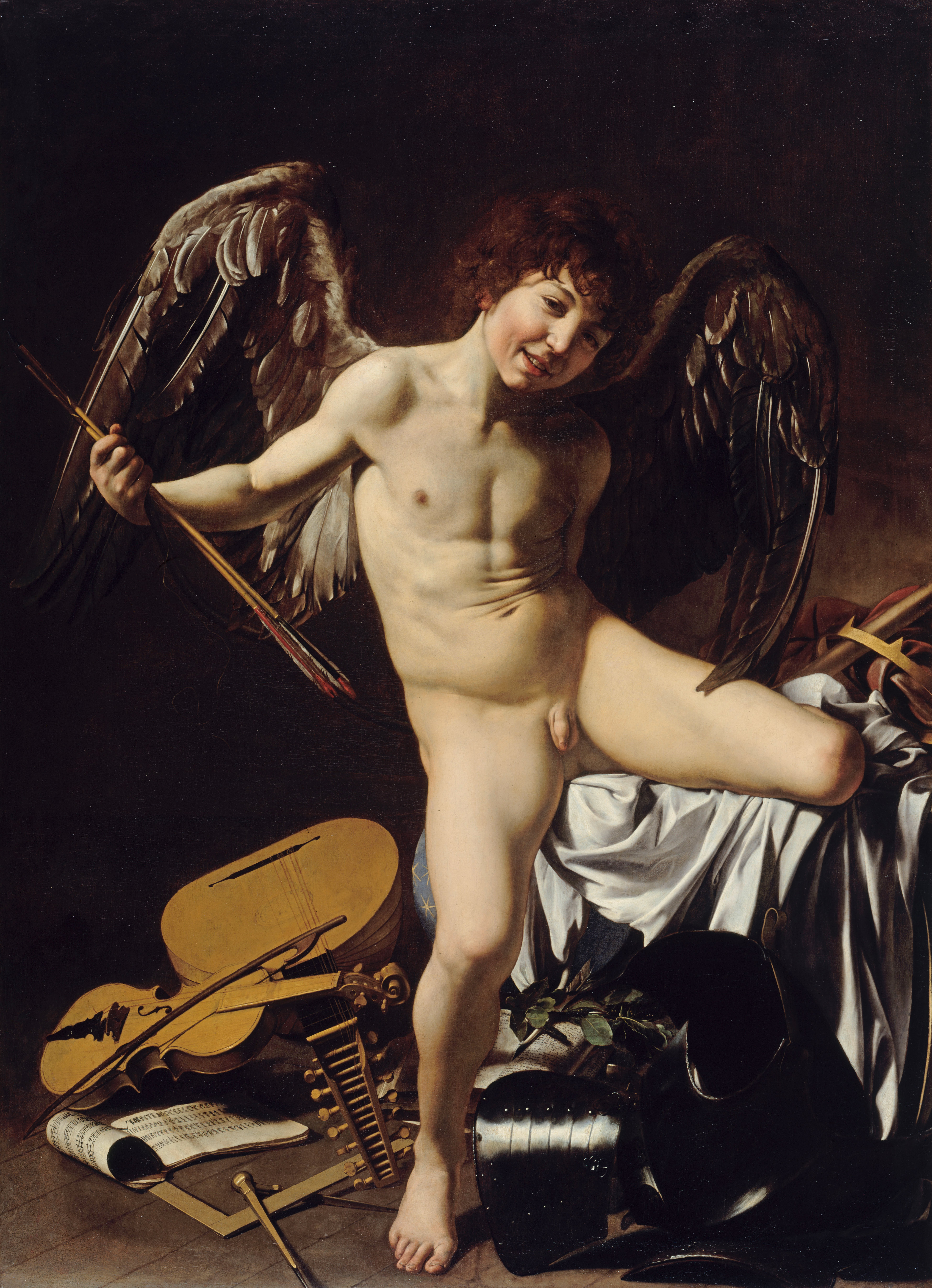
Caravaggio, Amor vincit omnia (1602 ca.), Gemäldegalerie di Berlino
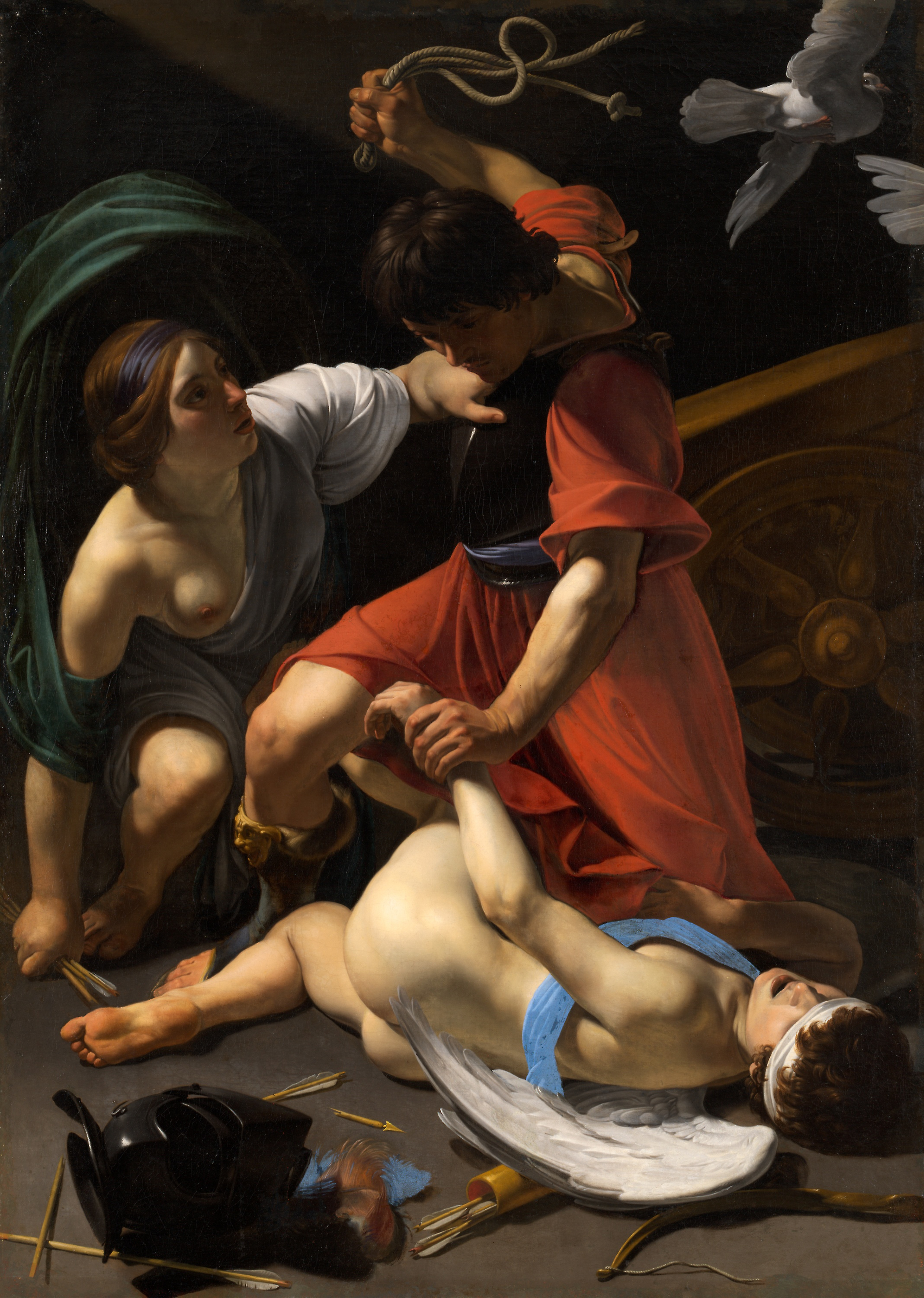
Bartolomeo Manfredi, Sdegno di Marte (1613 ca.), Art Institute di Chicago
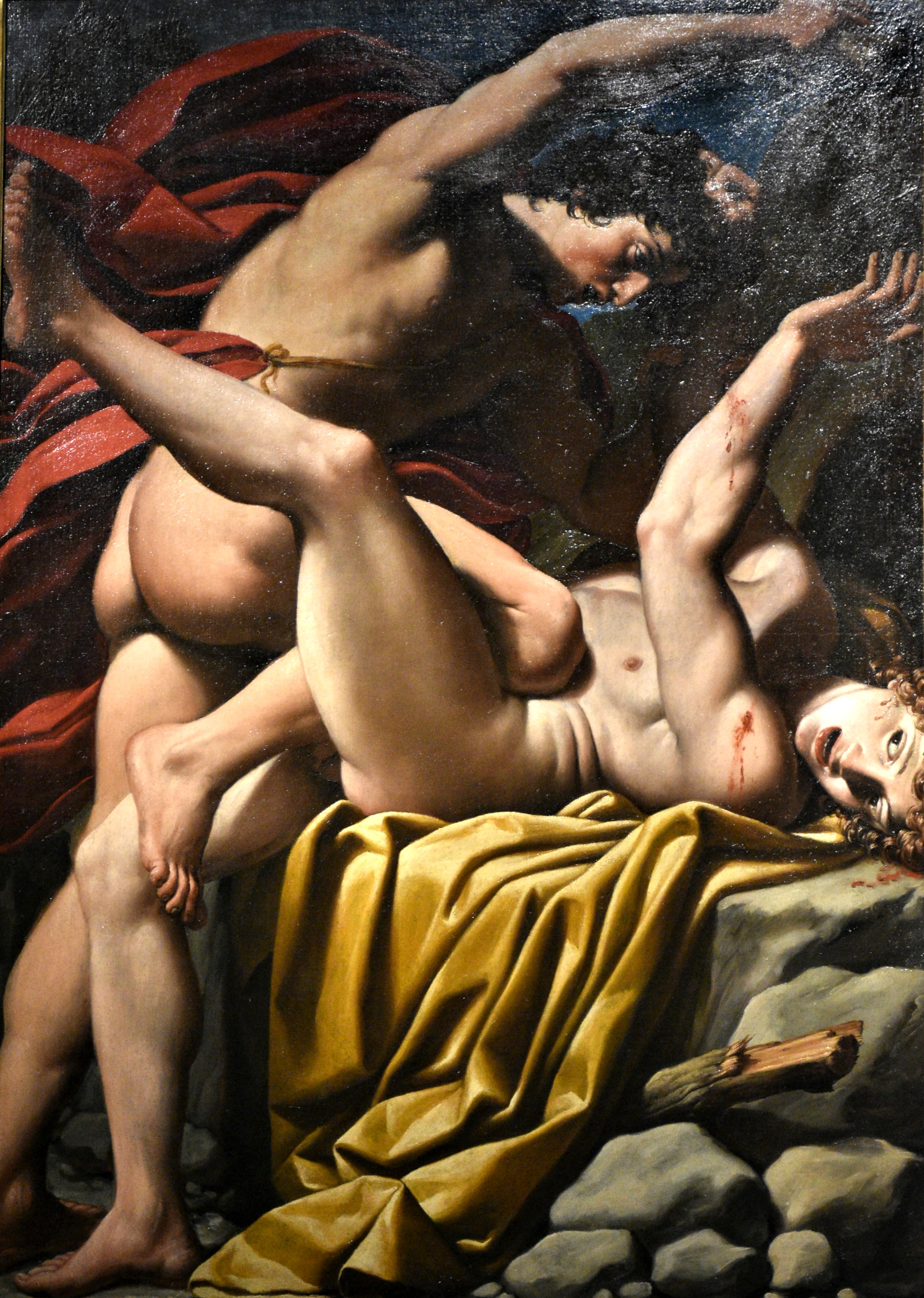
Lionello Spada, Caino che uccide Abele (1617-1622), Gallerie di Capodimonte di Napoli
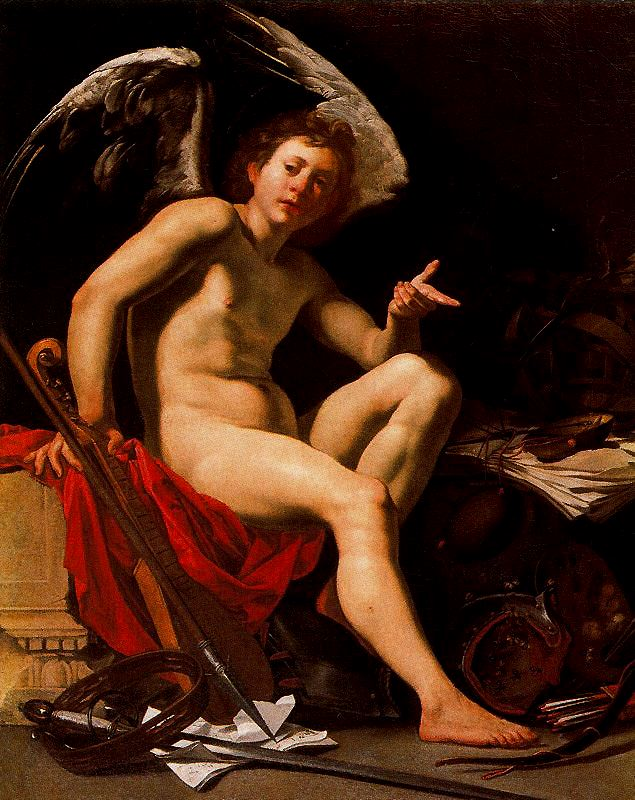
Orazio Riminaldi, Amore vincitore (1624), Galleria Palatina di Firenze